# I passi leggeri
I passi leggeri è un film del 2018 diretto da Vittorio Rifranti

## Trama
Don Luca è un sacerdote in una parrocchia della campagna a sud di Milano. Di giorno officia i riti, si raccoglie in preghiera, fa il prete con attenzione e rispetto nei confronti dei fedeli della sua comunità. Di notte, invece, ha imparato a convivere con l’insonnia. Tolti gli abiti sacerdotali, prende l’auto e viaggia verso la città, attraversandola fino all’alba. Osserva la vita notturna, da cui è attratto e allo stesso tempo turbato. Porta aiuto a chi incontra: cibo, denaro, anche droga talvolta a chi ne ha bisogno per sopravvivere. Lì, durante quelle notti, attinge ad una spiritualità profonda. Di giorno, invece, agisce senza più trovare un senso ai riti religiosi tradizionali, pur avendo una fede in Dio molto forte. L’incontro con due donne, una prostituta che romperà la separazione netta fra il giorno e la  notte, e una ragazza che lavora per una società di recupero crediti, obbligheranno Don Luca ad affrontare definitivamente il confine fra la luce e l’ombra, fra il bene e il male, che è dentro ogni essere umano.